# David Edward Hughes
David Edward Hughes (n. 16 mai 1831, Bala⁠(d), Țara Galilor, Regatul Unit al Marii Britanii și Irlandei – d. 22 ianuarie 1900, Londra, Regatul Unit al Marii Britanii și Irlandei) a fost un inventator britanic-american, experimentator practic, și profesor de muzică cunoscut pentru munca sa pe telegraf de imprimare și microfon. În general se consideră că s-a născut la Londra, dar familia sa s-a mutat în acea perioadă, astfel încât s-ar putea să se fi născut în Corwen, Țara Galilor.

## Biografie
Hughes s-a născut în 1831, fiul unei familii talentate din punct de vedere muzical, originară din Y Bala (locul nașterii era fie Londra, fie Corwen, Denbighshire), și a emigrat în Statele Unite la vârsta de șapte ani. 2 [3] la doar șase ani, se știe că a cântat la harpă și ghimpata engleză [5] la un standard foarte ridicat. La o vârstă fragedă, Hughes a dezvoltat o astfel de abilitate muzicală că a atras atenția lui Herr Grab, un eminent pianist german în America, care i-a procurat un profesor de muzică la Colegiul St. Joseph din Bardstown, Kentucky. Hughes a lucrat, de asemenea, ca un experimentator practic, venind cu Telegraph de imprimare în 1855. S-a mutat înapoi la Londra în 1857 pentru a-și vinde invenția și a lucrat la transmiterea sunetului prin fire. El a lucrat la microfoane și pe inventarea de inducție echilibru (mai târziu utilizate în detectoare de metal). În ciuda facilitatea lui Hughes ca un experimentatorul, el a avut pic de formare matematică. A fost prieten cu William Henry.
Hughes a devenit profesor de muzică la Colegiul St. Joseph din Bardstown, Kentucky în 1850. El a dezvoltat, de asemenea, un interes în inginerie electrică și a adus cele două interese principale împreună, atunci când a început să studieze transmiterea și amplificarea sunetului. În 1855, el a primit un brevet SUA pentru un telegraf de imprimare, pe care el a proiectat aproape de accident în timp ce încearcă să creeze o mașină pentru a copia muzica extempore. Sistemul său a folosit o tastatură în care fiecare tastă ar corespunde unei scrisori care ar fi tipărită la un receptor îndepărtat. Invenția, care a ajuns sa fie cunoscută ca imprimanta Hughes, a fost frecvent folosită până în anii 1930, după ce a fost adoptată și instalată la nivel mondial de către compania Western Union Telegraph.
Hughes s-a mutat înapoi la Londra în acest timp și a devenit bine cunoscut în întreaga lume pentru mașina sa de telegraf. El a avut acum mijloacele și timpul pentru a continua experimente sale proprii. În timpul cercetării sale, el a descoperit că o persoană de contact în vrac într-un circuit care conține o baterie și un receptor de telefon ar da naștere la sunete în receptor corespunzătoare vibrațiilor care au fost semnalate pe diafragma bucală sau pe transmițător. Această descoperire a dus la dezvoltarea microfonului de carbon, pe care l-a prezentat în 1878. Cu toate acestea, el a refuzat să-l breveteze. Hughes a reînviat termenul de microfon, care a fost folosit pentru prima dată de Sir Charles Wheatstone în 1827, pentru crearea sa. El a ales să-l dea la difuzare și la înregistrarea industriei fără șiruri de caractere atașat.
Hughes a continuat să studieze și să experimenteze, inventând în cele din urmă echilibrul de inducție (care este adesea folosit ca un tip de detector de metale), experimentând cu fotografie aeriană, și lucrând cu teoria magnetismului. Lucrările sale de cercetare asupra magnetismului au fost prezentate la numeroase adunări ale societății științifice și tehnice și au contribuit mult la domeniul științei electrice.

## Contribuții
Activitatea sa privind suprimarea interferențelor electrice și descoperirea microfonului de carbon a dus la îmbunătățirea comunicărilor telefonice, și a experimentelor cu soldul de inducție a condus la inventarea detectorului de metale. Experimentele sale, fără fir, pentru care el a inventat un detector unic care să-i permită să primească o transmisie pe o distanță de 500 de metri cu receptorul său mobil în 1879-1880, sunt un tribut adus ingeniozitatea lui.

## Premii
Hughes a fost beneficiarul multor onoruri și premii internaționale pentru munca sa, inclusiv o bursă a societății regale, o medalie de aur în 1867, premiată la exPoziția de la Paris, medalia de aur a societății regale în 1885, și medalia de aur a lui Albert pentru societatea de Arte în 1897. În 1886, el a intrat în categoria președinților prezidențiali ai instituției de ingineri electrici.

## Încheiere activitate
Hughes a murit la Londra pe 22 ianuarie, și a fost înmormântat în criptele egiptene de la cimitirul Highgate.